# Cantón de Saint-Bonnet-le-Château
El cantón de Saint-Bonnet-le-Château era una división administrativa francesa, que estaba situada en el departamento de Loira y la región de Ródano-Alpes.

## Composición
El cantón estaba formado por once comunas:
- Aboën
- Apinac
- Estivareilles
- La Tourette
- Merle-Leignec
- Rozier-Côtes-d'Aurec
- Saint-Bonnet-le-Château
- Saint-Hilaire-Cusson-la-Valmitte
- Saint-Maurice-en-Gourgois
- Saint-Nizier-de-Fornas
- Usson-en-Forez

## Supresión del cantón de Saint-Bonnet-le-Château
En aplicación del Decreto n.º 2014-260 de 26 de febrero de 2014, el cantón de Saint-Bonnet-le-Château fue suprimido el 22 de marzo de 2015 y sus 11 comunas pasaron a formar parte del nuevo cantón de Saint-Just-Saint-Rambert.